# 퀸즐랜드바위왈라비
퀸즐랜드바위왈라비(Petrogale inornata)는 캥거루과에 속하는 바위왈라비속 유대류의 일종이다. 오스트레일리아 퀸즐랜드주 북동부 지역에서 발견되는 바위왈라비 근연종 집단의 하나이다. 대부분의 근연종들보다 희미하며 뚜렷하지 않다. 퀸즐랜드바위왈라비는 록햄프톤 주변부터 타운즈빌 근처까지의 해안 지역에 산발적으로 분포한다. 퀸즐랜드바위왈라비의 분포 지역은 퀸즐랜드 지역의 근연종 집안에 속하지 않는 유일한 바위왈라비인 프로서파인바위왈라비(P. persephone)의 작은 분포 지역을 포합하고 있다.
이종교배때문에 프로서파인바위왈라비가 멸종 위협을 받고 있다.